# IRC
Bài này giải thích về dạng liên lạc trên Internet. Để đọc về các nghĩa khác, xem IRC (định hướng).
IRC là chữ viết tắt từ cụm từ Internet Relay Chat (Chat chuyển tiếp Internet) trong tiếng Anh. IRC là một dạng liên lạc cấp tốc qua mạng Internet. Nó được thiết kế với mục đích chính là cho phép các nhóm người trong một phòng thảo luận (channel) liên lạc với nhau. Tuy nhiên, nó cũng cho phép hai người dùng liên lạc riêng nếu họ thích.
Hiện nay IRC là mạng trò chuyện trực tuyến lớn, có vài triệu kênh trên máy phục vụ trên khắp thế giới. Giao thức viễn thông này cũ hơn IM; IRC từng là hoàn toàn dựa vào nhập thô ASCII. Tuy nhiên, hiện thời có một số ứng dụng đồ họa làm cho dễ sử dụng IRC hơn, gần bằng dùng IM.
Ngoài tán gẫu, IRC còn dùng để chia sẻ tập tin và tư liệu theo hình thức mạng ngang hàng.
Sự sử dụng của các kênh IRC đã giảm thường xuyên vào năm 2003, mất đi 60% của số người dùng. Vào tháng 4 năm 2011, 100 kênh IRC phục vụ hơn nửa triệu người cùng một thời điểm.

## Phần mềm
Có nhiều ứng dụng khách IRC cho người dùng trên bất kỳ hệ điều hành. Một ứng dụng phổ biến là XChat. XChat là phần mềm miễn phí trên Linux/BSD, mặc dù phiên bản trên Windows là phần mềm dùng thử trong 30 ngày, cũng đã được dịch sang tiếng Việt.
Conversation là một thí dụ của ứng dụng khách IRC mới, dễ dùng, dựa vào đồ họa. Không cần học hiểu lại cách sử dụng lệnh IRC.
Các ứng dụng khách Jabber cũng có khả năng trò chuyện qua IRC, nhưng chưa có truyền tải hữu hiệu.
Chương trình thông dụng khác để truy cập vào các máy chủ IRC là KVIrc và mIRC. mIRC là một phần mềm chia sẻ (shareware) dành cho người sử dụng IRC trên Windows (không hoạt động trên các hệ điều hành khác như Linux, Mac OS, PalmOS, Epoc, Atari's...), được sáng tạo, phát triển và đăng ký bản quyền bởi Khaled Mardam-Bey ().

## Lịch sử

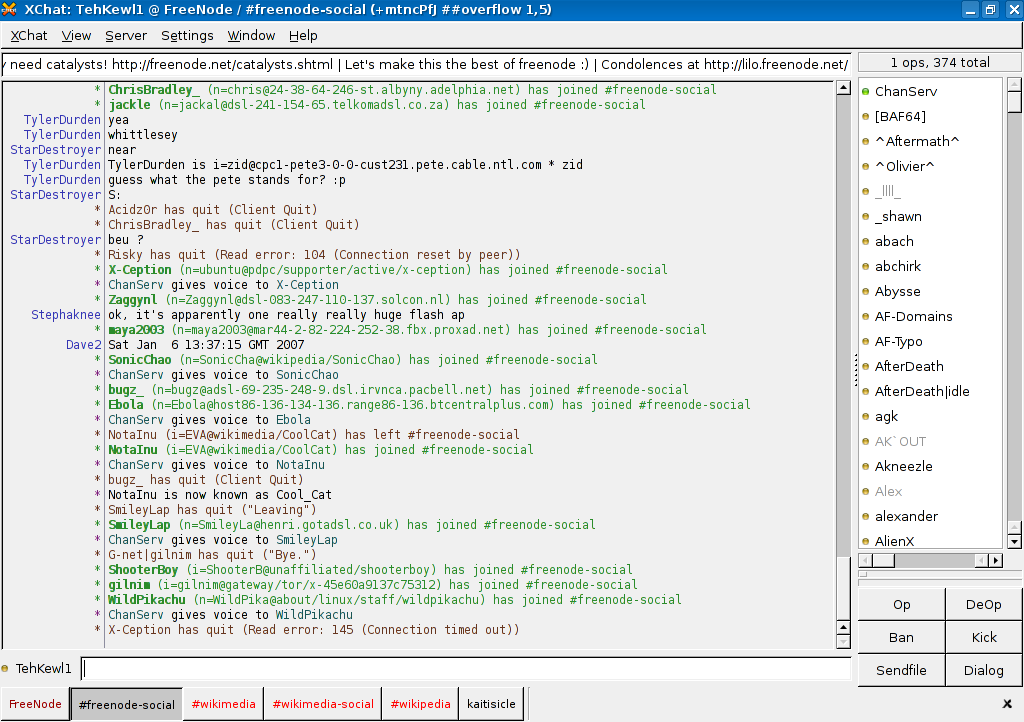
Sử dụng phần mềm XChat

IRC được sáng tạo ra bởi Jarkko Oikarinen (bí danh "WiZ") vào khoảng cuối tháng 8 năm 1988 để thay thế một chương trình có tên là MUT (MultiUser Talk) trên một kênh BBS gọi là OuluBox tại Phần Lan. Ông tìm được cảm hứng cho dự án của mình từ hệ thống Bitnet Relay Chat của mạng Bitnet.
IRC được nhiều người chú ý đến từ khi nó được dùng sau sự kiện "tấm màn sắt" (Iron Curtain) để viết phóng sự trực tuyến về sự sụp đổ của Liên Bang Xô Viết trong khi tất cả các phương tiện truyền thông khác không hoạt động được. Thời gian gần đây, nó cũng được dùng một cách tương tự để viết phóng sự trong trận chiến giữa Kuwait và Iraq.